# Carta dei valori
La carta dei valori è uno degli strumenti adoperabili nell'ambito della CSR (Corporate Social Responsibility).
Dal punto di vista simbolico è uno dei principali documenti stilati dall'azienda. La carta dei valori è strutturata soprattutto sul principio di equità, ovvero un principio etico generale a cui devono ispirarsi tutti i dipendenti a qualsiasi livello. Tale principio si specifica nei criteri di: trasparenza, correttezza, efficienza, spirito di servizio, collaborazione, valorizzazione delle risorse umane.
L'azienda nell'orientarsi verso nuovi obiettivi lo fa tenendo conto dell'intero sistema di valori fondamentale per definire la corporate identity. A tal fine diventa fondamentale per l'azienda riconoscere l'importanza nell'adottare indicatori morali e di cittadinanza attiva sempre più legati all'incisività aziendale della gestione delle risorse intangibili.
Una maggiore responsabilizzazione delle persone che lavorano in azienda consiste appunto nell'agire sui comportamenti che devono essere coerenti con il sistema valoriale e la cultura aziendale di riferimento per l'azienda.